# Верьясов, Василий Михайлович
Васи́лий Миха́йлович Верья́сов (1904, Атюрьево, Тамбовская губерния — не ранее 1971, Кызыл) — старший конюх колхоза имени Щетинкина Минусинского района, Герой Социалистического Труда (1949).

## Биография
Родился в 1904 году в селе Атюрьево в мордовской семье.
В 1930-е годы одним из первых вступил в колхоз. С 1937 года работал в селе Городок Минусинского района, куда переехал с семьёй по оргнабору.
С 1943 года служил в РККА, воевал в составе 2-го Украинского фронта.
После демобилизации продолжал работать в колхозе имени Щетинкина Минусинского района. В 1948 году при конюшенном содержании вырастил 26 жеребят от 26 кобыл. В 1949 году удостоен звания Героя Социалистического Труда.
В последующие годы работал скотником, заведующим овцеводческой и молочно-товарной фермами, бригадиром полеводческой бригады. В 1971 году вышел на пенсию.
Умер в Кызыле.

## Награды
- Герой Социалистического Труда (медаль «Серп и Молот» № 4289 и орден Ленина; 10.8.1949)
- медали[3].